# 아바타라

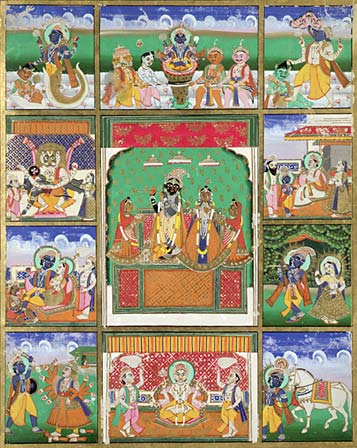

아바타라(산스크리트어: अवतार Avatāra) 또는 아바타(Avatar)는 신의 화신(神의 化身, incarnation of God or god)을 뜻하는 힌두교 용어 또는 교의이다. 신이 천상계에서 지상계로 내려와 육체적 형상을 입는 것을 의미한다. 불교의 삼신설 중의 화신과 비슷한 뜻이다.
가장 널리 알려진 아바타라로는 비슈누의 다샤바타라들이 있으며, 시바 · 가네샤 등과 같은 다른 신들에게도 아바타들이 있다.
힌두교 교의에 따르면, 인류가 진리를 잊고 악과 부정(不正)에 빠져있을 때 진리를 가르쳐 악으로부터 인류를 구원하고 다르마를 회복하는 일을 하기 위해 신(브라흐만)의 대리자로서 아바타가 출현한다.
컴퓨터 용어인 아바타와 영화 아바타에서 나오는 낱말 "아바타"는 이 힌두교 용어의 영어 표기에서 유래한 것이다. 힌두교에서 "아바타"라는 낱말은 반드시 "신의 화신"을 의미하지 인간이나 다른 생명체의 화신을 의미하지 않는다. 컴퓨터 용어인 아바타와 영화 아바타에서 나오는 "아바타"는 "신의 화신"의 의미에서 "신"을 탈각시켰을 때 얻어지는 보다 일반적인 의미인 화신(化身)에서 유래한 것이다. 화신의 일반적인 사전적 의미는 "어떤 추상적인 특질 또는 성격이 구체적인 형상을 가지게 된 것"이다.

## 같이 보기
- 다샤바타라
- 힌두교 속 석가모니
- 화신